# Okatana (Wahlkreis)
Okatana ist ein Wahlkreis in der Region Oshana im Norden Namibias. Verwaltungssitz ist die gleichnamige Ansiedlung Okatana. Der Wahlkreis hat (Stand 2023) knapp 20.000 Einwohner, die auf einer Fläche von 427 Quadratkilometer leben.

## Wahlen
| Wahl | Name                | Partei | Stimmenanteil |
| ---- | ------------------- | ------ | ------------- |
| 1992 |                     |        |               |
| 1998 | Clemens Kashuupulwa | SWAPO  | 99,2 %        |
| 2004 | Clemens Kashuupulwa | SWAPO  | 97,8 %        |
| 2010 | Rosalia Shilenga    | SWAPO  | 97,5 %        |
| 2015 | Rosalia Shilenga    | SWAPO  | o. W. 1       |
| 2020 | Edmund Iishuwa      | SWAPO  | 77,5 %        |